# 新歴史家
新歴史家、新しい歴史家 (ヘブライ語: ההיסטוריונים החדשים) は、従来のイスラエルの歴史観に異を唱えるイスラエルの歴史家たちを言い表した表現である。
論点としては、1948年のパレスチナ人の追放におけるイスラエルの役割や、アラブ諸国の和平に対する姿勢などがある。
この表現は、1988年に新歴史家の主要な一人であるベニー・モーリスによって創出された。
ニューヨーク・タイムズのイーサン・ブロナーによれば、新歴史家はこの地域の和平プロセスの推進を目指している
。
この歴史家たちに引用されている一次資料の多くは、イスラエル独立から30年が経過したことによって機密解除されたイスラエル政府の文書である
。
この新しい歴史観醸成の流れは、1980年代の4人の学者、ベニー・モリス、イラン・パッペ、アヴィ・シュライム、シムハ・フラパンを起源とする。これにトム・セゲフ、バルーフ・キメルリング、ジョエル・ミグダル、アイディス・ザータル、シュロモー・ザンドなど多くの歴史家や歴史社会学者が続いた。
当初は一般に受け入れられなかったものの、新歴史家は1990年代にイスラエルで徐々に正統性を得るようになった。
彼らの結論の一部は、ポスト・シオニストの政治イデオロギーに取り入れられている。

## 主な議論
アヴィ・シュライムは、彼が「公式な歴史」と表現した従来の歴史との違いとして次のように述べた。

- 公式な歴史では、イギリスはユダヤ人国家の樹立を妨げようとしたとしているが、新歴史家は、イギリスはパレスチナ人国家の樹立を妨げようとしたとする。
- 公式な歴史では、パレスチナ人は自由意志によって祖国から離れたとしているが、新歴史家は、パレスチナ難民は追い立てられ、追放されたとする。
- 公式な歴史では、力の均衡はアラブ諸国に傾いていたとしているが、新歴史家は、イスラエルが兵力においても軍備においても勝っていたとする。
- 公式な歴史では、アラブ諸国は一致団結してイスラエルを破壊しようとしたとするが、新歴史家は、アラブ諸国は分裂していたとする。
- 公式な歴史では、アラブの強硬姿勢が和平を妨げたとするが、新歴史家は、「行き詰まり」の主な責任はイスラエルにあるとする。

パッペは、シオニストの指導者らは大半のパレスチナ人を追い出す意図があったと考えた。モーリスは、パレスチナ人の追放は戦争の混乱の中で起こったと考えた。
新歴史家によれば、イスラエルとアラブ諸国はそれぞれにアラブとイスラエルの争いとパレスチナ人の苦難に対する責任があるとされる。